# 托尔基亚罗洛
托尔基亚罗洛（義大利語：Torchiarolo），是意大利布林迪西省的一个市镇。总面积32平方公里，人口5156人，人口密度161.1人/平方公里（2009年）。ISTAT代码为074018。